# Daniel Marx
Pour les articles homonymes, voir Marx.
Daniel Marx, né le 23 janvier 1761 à Wissembourg en Alsace et mort le 14 décembre 1839 à Remiremont, dans les Vosges, est un général français de la Révolution et de l’Empire.
Engagé dans les hussards sous l'Ancien Régime, il se distingue pendant les guerres de la Révolution française, ce qui lui vaut d'être promu à la tête du 7e régiment de hussards en 1803. Il participe avec son régiment aux campagnes napoléoniennes, notamment à celle de Prusse et de Pologne entre 1806 et 1807, au cours de laquelle le 7e hussards joue un rôle très actif au sein de la brigade de cavalerie du général Lasalle. 
Promu général de brigade en 1806, Marx est affecté l'année suivante auprès du maréchal Joachim Murat qu'il suit dans le grand-duché de Berg et dans le royaume de Naples, avant que la chute de Napoléon ne mette un terme définitif à sa carrière.

## Biographie

### Du cavalier au colonel de hussards
Daniel Marx naît le 23 janvier 1761 à Wissembourg, en Alsace. Il est le fils de Frédéric Marx et de Marie Barbe Müller. Il entre en service le 9 novembre 1778 en tant que simple cavalier dans le régiment d'Esterhazy hussards (devenu le 3e régiment de hussards en 1791). Il passe successivement fourrier le 21 janvier 1781, maréchal des logis-chef le 6 juillet 1786, porte-étendard le 17 mai 1789, sous-lieutenant le 3 juin 1790, lieutenant le 23 juin 1792, capitaine le 1er juillet 1793 et chef d’escadron le 14 avril 1794.
Il fait les campagnes de 1793 à 1797 aux armées de la Moselle, de Sambre-et-Meuse, du Rhin et du Danube. Le 18 avril 1797, avec son unité, il passe la Wied à la nage, gêne dans leur retraite les troupes autrichiennes défaites à la bataille de Neuwied, leur prend des prisonniers et s'empare d’une partie de leurs bagages. Au passage de la Blies, il charge à la tête de deux escadrons l'artillerie autrichienne et est blessé au cours de cette action d’un coup de biscaïen. Quelque temps plus tard, alors qu'il se trouve sous les ordres du général Michel Ney, il se signale à Dierdorf où il ramasse 500 prisonniers. Enfin, lors de la retraite de Limbourg sur Sarrebruck, il dirige avec habileté l’arrière-garde d'une division d'infanterie, ce qui lui vaut d'être complimenté par les généraux et les représentants en mission.
Le 4 mars 1803, il est appelé à Paris par le ministre de la Guerre, en qualité de membre du comité des manœuvres de la cavalerie et de la commission chargée du règlement du service intérieur des troupes à cheval. Il est nommé colonel du 7e régiment de hussards le 1er septembre 1803. C'est au commandement de cette unité qu'il sert à l'armée des côtes de l'Océan de 1803 à 1805. Fait chevalier de la Légion d’honneur le 11 décembre 1803, puis officier de l’ordre le 14 juin 1804, il est par ailleurs nommé au collège électoral du Bas-Rhin.

### Sous le Premier Empire

#### À la Grande Armée avec le7ehussards

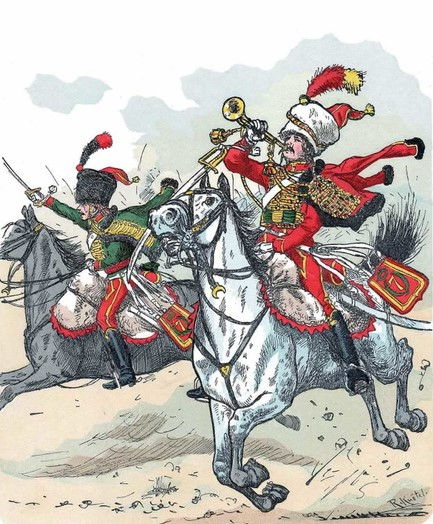
Cavalier et trompette du 7e régiment de hussards en 1807 (par Richard Knötel).

À la tête du 7e hussards, Marx participe aux campagnes de la Grande Armée de 1805 à 1806. Dans le cadre de la campagne d'Allemagne de 1805, son régiment est intégré, avec les 1er, 2e et 12e chasseurs à cheval, à la division de cavalerie du général Viallanes, attachée au 3e corps d'armée du maréchal Davout ; lorsqu'il franchit le Rhin pour aller combattre les Austro-Russes en Bavière, le 7e hussards aligne 324 sabres répartis en trois escadrons. 
Selon Georges Six, Marx est présent à la bataille d'Austerlitz. À l'inverse, l'historique du 7e hussards indique que les cavaliers de Viallanes se contentent de participer à la poursuite des débris des forces coalisées. En récompense de ses services, Marx est élevé au rang de commandeur de la Légion d’honneur le 25 décembre 1805. Lui et ses hommes passent ensuite à la brigade de cavalerie du général Antoine Charles Louis de Lasalle, laquelle fait partie de la réserve de cavalerie du maréchal Murat. Cette brigade comprend, outre le 7e hussards de Marx, le 5e régiment de hussards du colonel François Xavier de Schwarz. 
À l'ouverture de la campagne de Prusse en octobre, les hussards de la brigade Lasalle marchent à l'avant-garde de l'armée française. S'ils ne participent pas aux batailles d'Iéna et d'Auerstaedt, restant auprès du 1er corps de Bernadotte à Dornburg pendant toute la journée du 14 octobre, les 5e et 7e hussards prennent une part très active à la poursuite des forces prussiennes en retraite vers le nord. Engagée en pointe aux côtés de la brigade de cavalerie légère de Milhaud, la brigade Lasalle se dirige sur Potsdam puis vers Stettin ; le 26 octobre, elle se heurte en chemin, à Zehdenick, à un contingent de dragons prussiens qui est battu avec l'aide des cavaliers de Grouchy. 
Après avoir contribué le 28 à la capitulation du corps du prince de Hohenlohe à Prenzlau, les deux régiments de hussards galopent en direction de la forteresse de Stettin dont ils obtiennent la reddition de l'importante garnison prussienne. Quelque temps plus tard, le 26 décembre, le 7e hussards affronte les Russes à la bataille de Golymin où d'après le récit d'un témoin, le sous-lieutenant Curély, la compagnie d'élite du régiment est la seule à ne pas se débander en présence de l'artillerie adverse. À l'issue de la campagne, Marx est promu au grade de général de brigade le 30 décembre 1806. Son successeur à la tête du 7e hussards est le colonel Pierre-David de Colbert-Chabanais.

#### Service auprès de Murat et fin de carrière

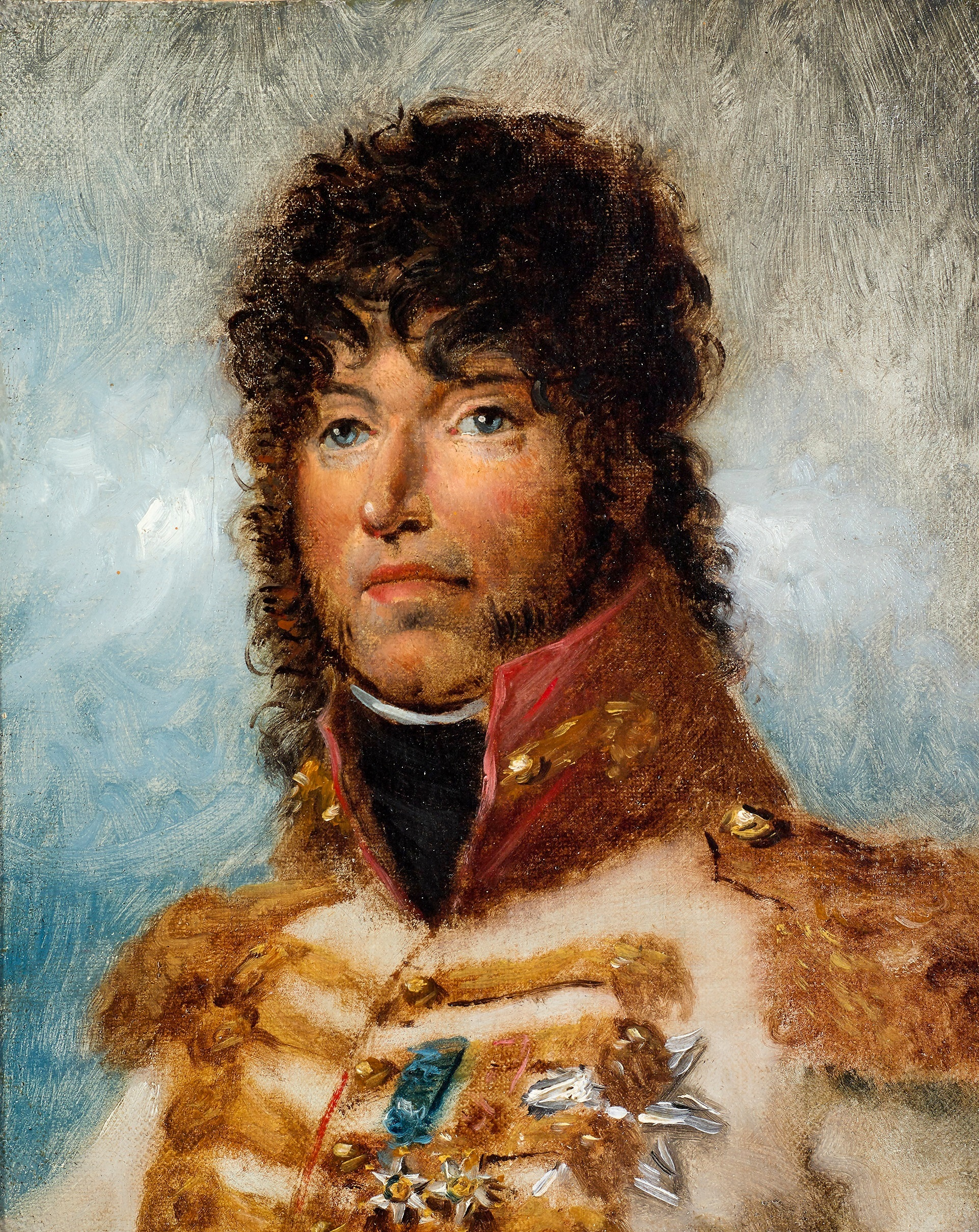
Le maréchal Joachim Murat, auprès duquel Marx sert dans le grand-duché de Berg et à Naples (huile sur toile de François Gérard, vers 1810, palais royal de Varsovie).

En disponibilité depuis le 27 décembre 1806, Marx exerce brièvement la fonction de commandant du dépôt de cavalerie de Lenczyc, à laquelle il est nommé le 4 janvier 1807, avant d'être transféré le 14 de ce mois au dépôt de Mayence sous les ordres du maréchal Kellermann. De là, il est autorisé à passer le 31 mai au service du maréchal Murat, élevé par Napoléon à la dignité de grand-duc de Berg, pour commander le corps de cavalerie de ce petit État satellite de la France. C'est par exemple à lui que revient la tâche de mettre sur pied le régiment des chevau-légers du Grand-duché de Berg, créé par décret en mai 1807, auquel il choisit d'attribuer un uniforme d'inspiration polonaise. Dans son étude consacrée au grand-duché de Berg, Charles Schmidt écrit à propos de Marx :

« Nesselrode [ministre de la Guerre du grand-duché], de sa retraite, donnait sur lui, en 1814, un excellent témoignage ; Roederer au contraire, se plaignait de lui ; passant à Düsseldorf en 1811 il lui avait demandé de faire manœuvrer la cavalerie et l'artillerie ; il dut lui avouer que c'était la première fois qu'il voyait ces troupes ! »

Il est créé baron de l'Empire par lettres patentes du 2 juillet 1808 et devient par ailleurs donataire, le 17 mars 1809, d'une rente de 4 000 francs sur le royaume de Westphalie. En 1808, il suit Murat dans le royaume de Naples, où il est employé comme écuyer. Il est, à ce titre, chargé de la direction des haras et des remontes de la cavalerie napolitaine. De retour en France après l'abdication de Napoléon en 1814, il est mis à la retraite le 29 septembre de la même année.
Retiré à Remiremont dans les Vosges, où il réside rue de la Carterelle, et s'étant vu octroyer la croix de chevalier de l'ordre de Saint-Louis le 17 janvier 1815, le général Marx meurt le 14 décembre 1839 à Remiremont, à l'âge de 78 ans.

## Vie privée
Il épouse, le 16 février 1802, Charlotte Joséphine Bénézech (née à Paris en 1783), fille de Pierre Bénézech et de Thérèse Charlotte Saget. Le couple n'a pas d'enfant.

## Armoiries
| Figure | Nom du baron et blasonnement |
| ------ | --- |
|        | Armes du baron Daniel Marx et de l'Empire, décret du 19 mars 1808, lettres patentes du 2 juillet 1808, officier de la Légion d'honneur D'azur, au casque d'or damasquiné et clouté d'argent, ouvert de pourpre à cinq visières d'or, accompagné à dextre d'une branche d'olivier d'or, fruité d'argent; à sénestre d'une branche de laurier d'or, fleurie d'argent, et surmontée à dextre d'une étoile d'argent; quartier des barons militaires - Livrées : les couleurs de l'écu. |